# Rya (Suède)
Pour les articles homonymes, voir Rya.
Rya est une localité de Suède située dans la commune de Härryda du comté de Västra Götaland. Elle couvre une superficie de 0,62 km2. En 2010, elle compte 290 habitants.